# Цинія

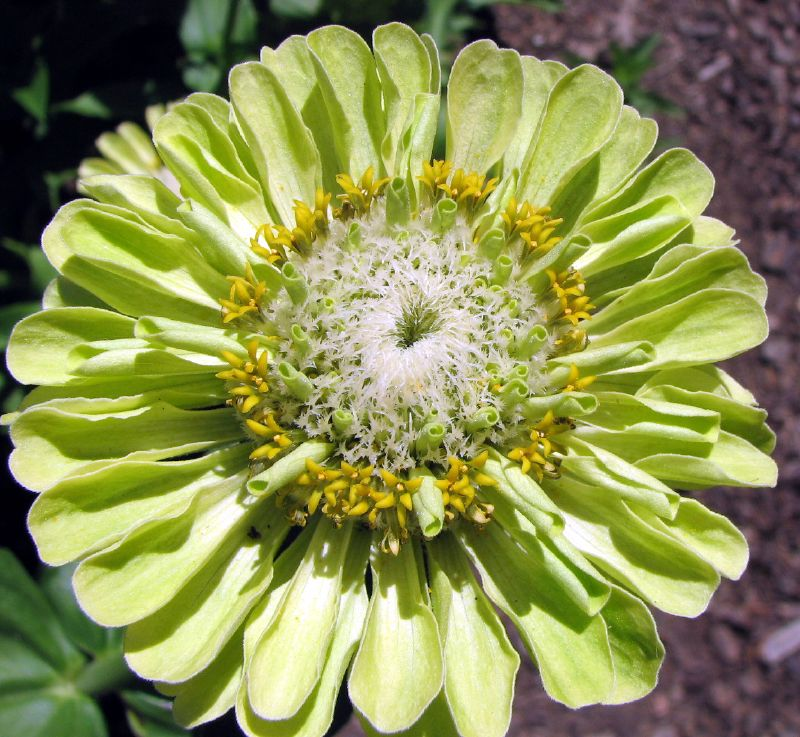
Цинія садова

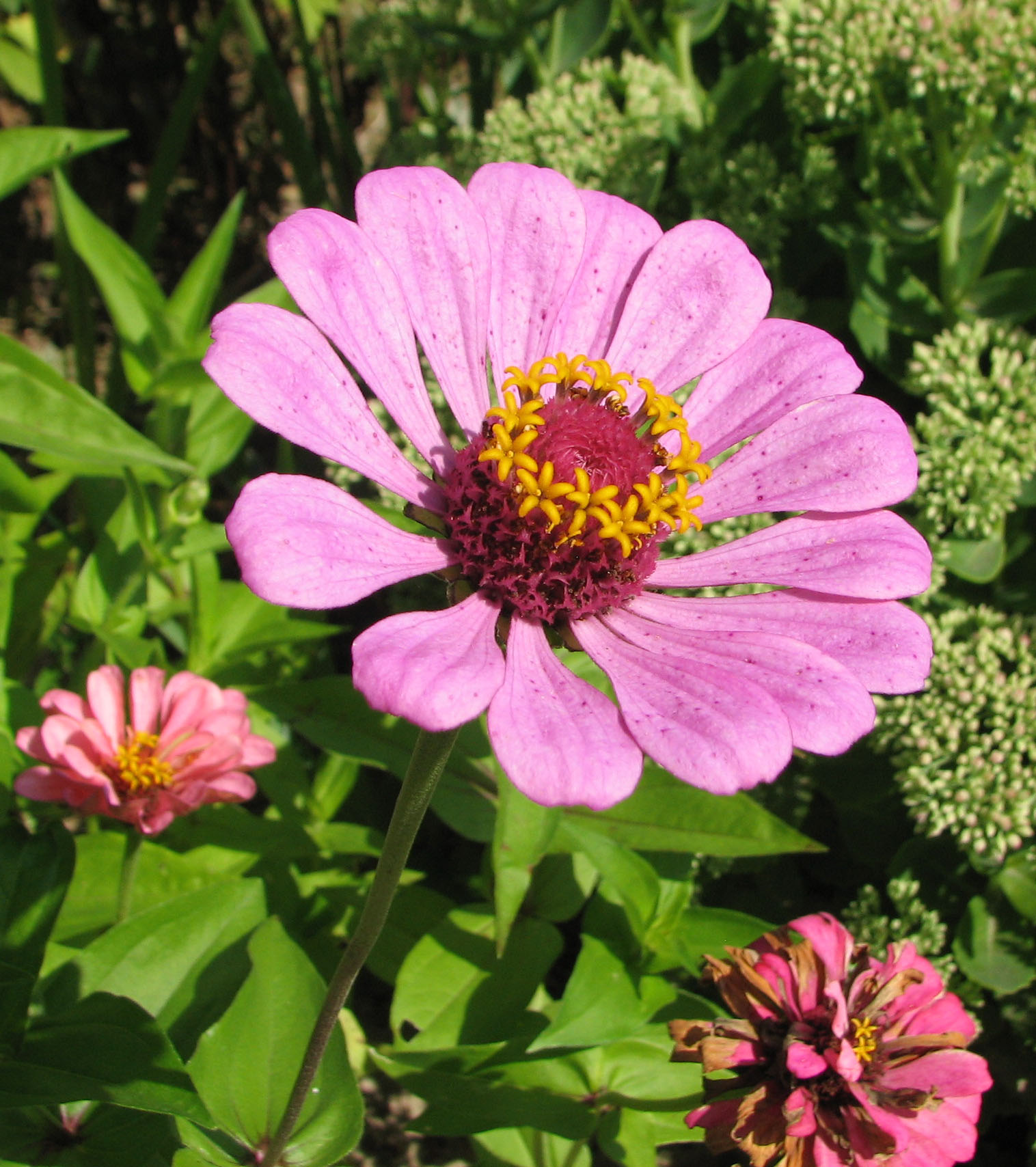
Zinnia elegans

Цинія (лат. Zínnia) — рід однорічних та багаторічних рослин родини айстрові (Asteraceae). Українські назви — майори або майорці. Типовим видом вважається Zinnia peruviana L. — цинія перуанська. Деякі види цинії — популярні декоративні рослини.

## Назва
Назву рослинам з Мексики дав Карл Лінней у 1759 році на честь Йоганна Готтфріда Цинна (1727–1759), професора фармакології, директора ботанічного саду у Геттінгені (Німеччина), який надавав Ліннею гербарний матеріал для роботи.

## Ботанічний опис
Одно — або багаторічні трави або напівчагарники висотою 30-90 (100) см.
Листки яйцеподібно-загострені, мають жорстке опушення, цілісні, сидячі, розташовуються супротивно або у мутовках.
Суцвіття — одиночні багатоквіткові верхівкові кошики 3-14 см в діаметрі, розташовані на довгих, звичайно зверху потовщених квітконосах або сидячі.
Квітколоже конусоподібне, при плодах циліндричне, усаджене плівчастими, складеними уздовж приквітками, що охоплюють серединні квітки.
Зовнішні (язичкові) квіти щільно розташовані, різноманітного забарвлення (від білих, жовтих та оранжевих до червоних та пурпурових) з заокругленим або виїмчастим вигином, внутрішні (трубчасті) квітки дрібні, жовті аж до червоно-коричневих.
Плід — сім'янка, більш-менш тригранна або сплюснута; паппус з 1-3 різних по довжині зубчиків або відсутній.
Цвіте з середини червня до заморозків.

## Поширення та екологія
Рослина походить з Центральної та з південного заходу Північної Америки, декілька видів росте у Південній Америці.
На даний час культивується повсюдно.
Цинії рясно цвітуть на захищених від вітрів, сонячних, теплих ділянках з дренованим, нейтральним, багатим гумусом та мінеральними елементами ґрунтом. Посухостійкі, але у випадку тривалої посухи вимагають поливу, у іншому випадку суцвіття дрібніють та втрачають декоративність. Неморозостійкі, пошкоджуються навіть незначними заморозками. У місцевостях із прохолодним та дощовим літом вони ростуть та цвітуть гірше.
Розмножується насінням.

## Значення та застосування
Майорці дуже широко застосовуються для квіткового оформлення як декоративні рослини. Деякі види культивували ще ацтеки. У декоративному садівництві використовують численні форми та сорти, що походять від двох видів: цинія витончена (Zinnia elegans) та цинія вузьколиста (Zinnia angustifolia).
Цинії дуже декоративні у посадках масивами та групами на газонах, рабатках, клумбах, на зрізку. Карликові сорти гарні у садових вазах та контейнерах.

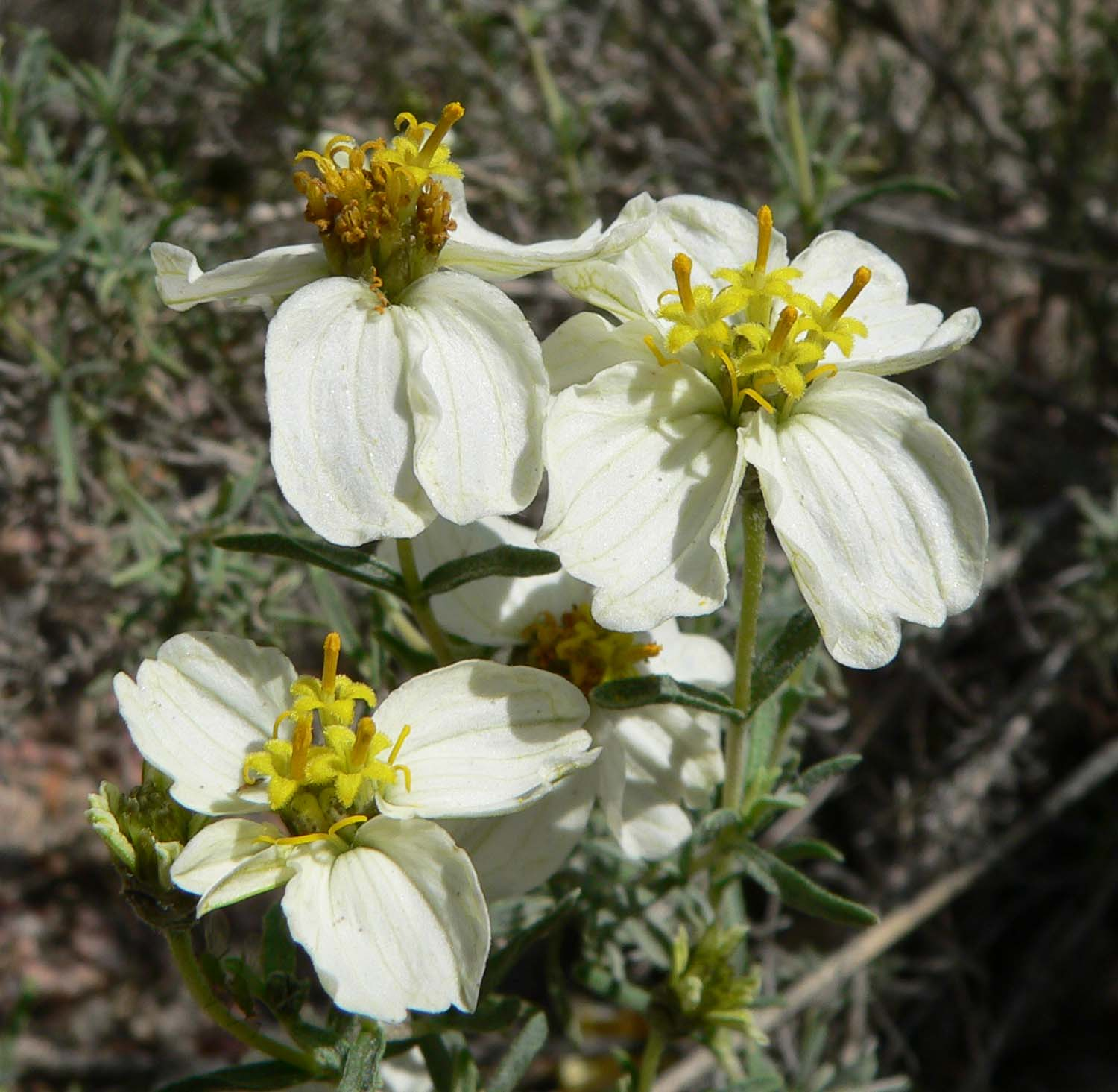
Zinnia acerosa
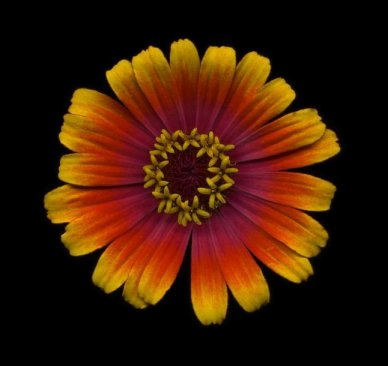
Zinnia bicolor
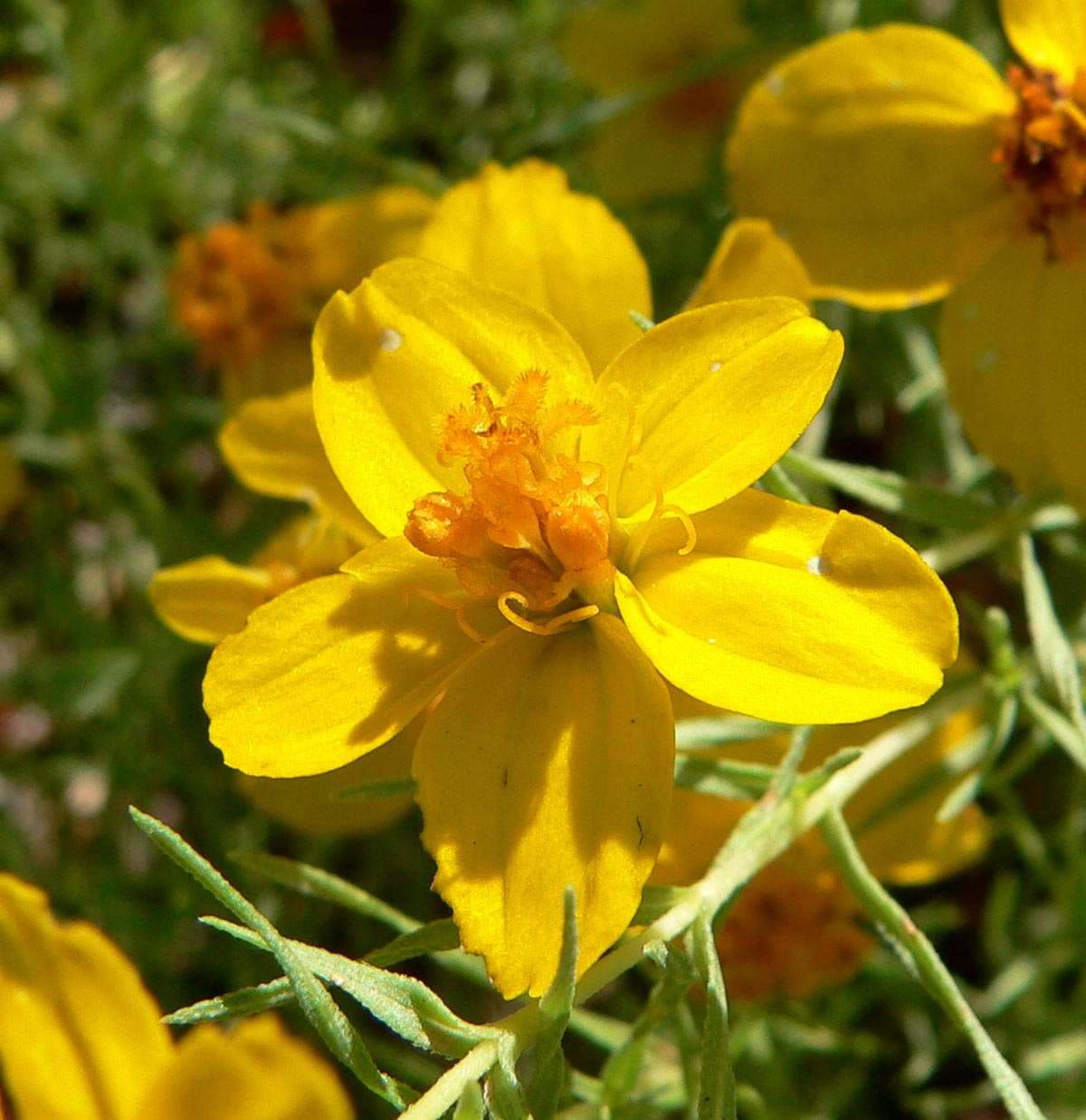
Zinnia grandiflora
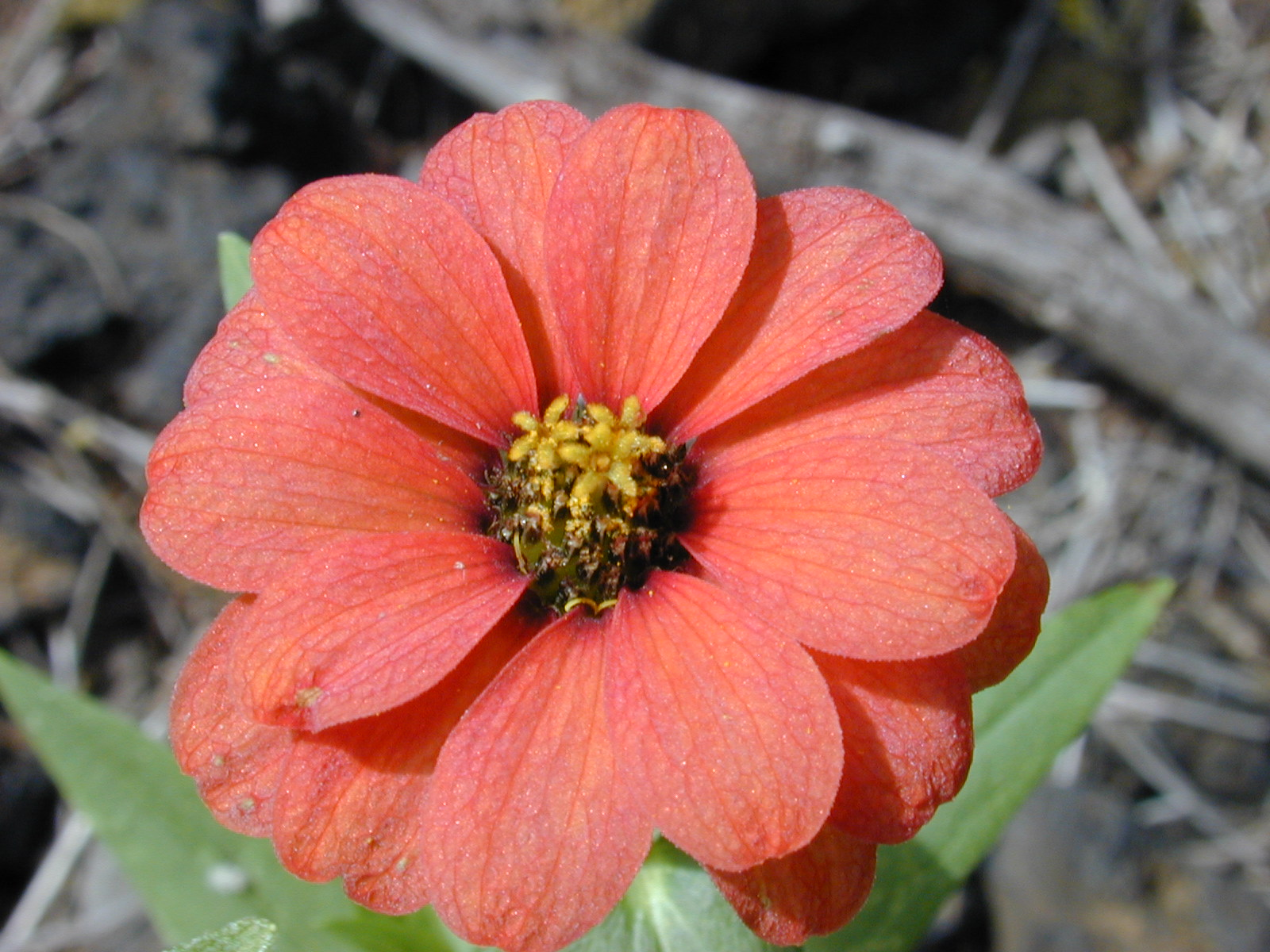
Zinnia peruviana
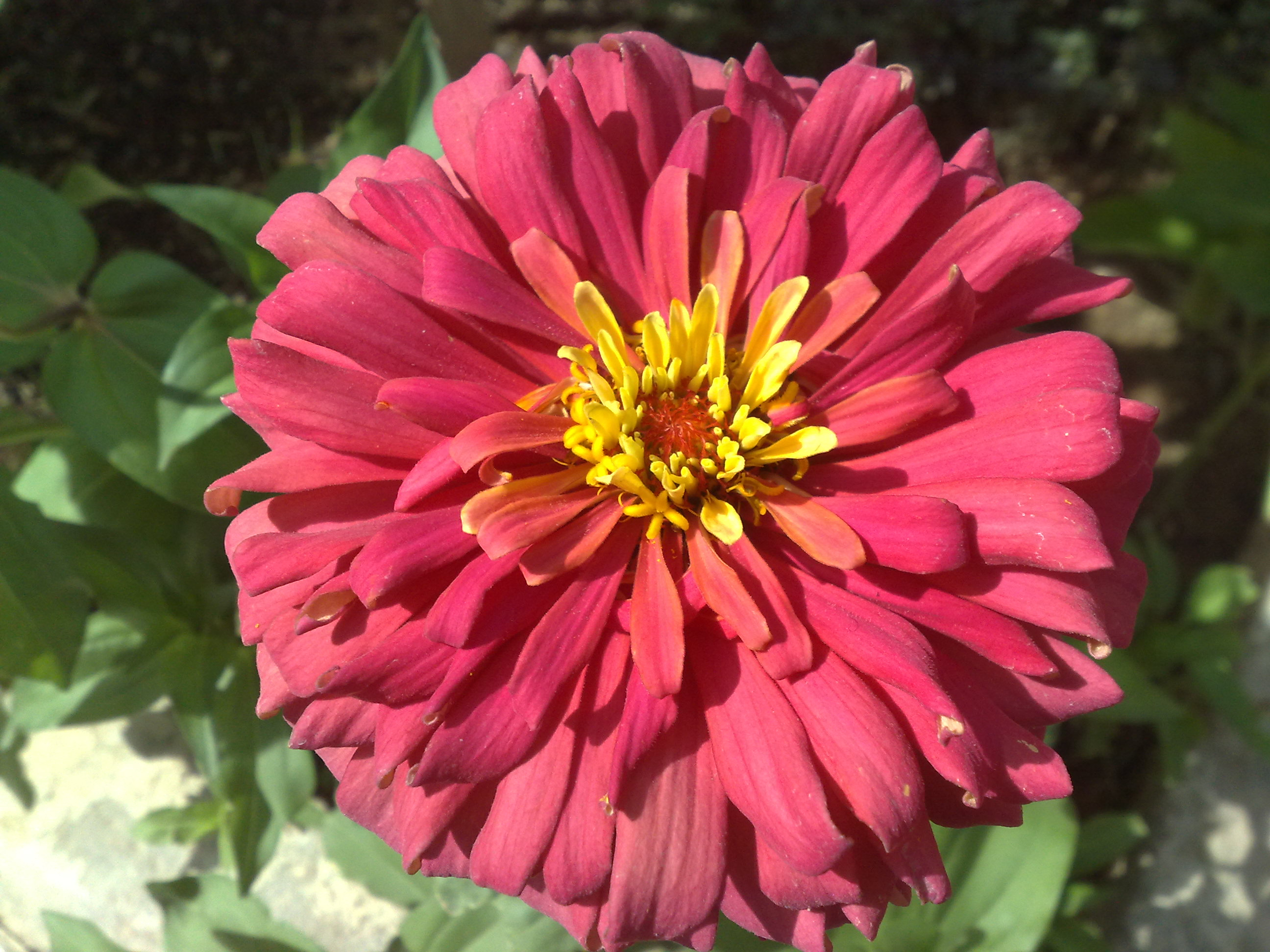
Zinnia elegans
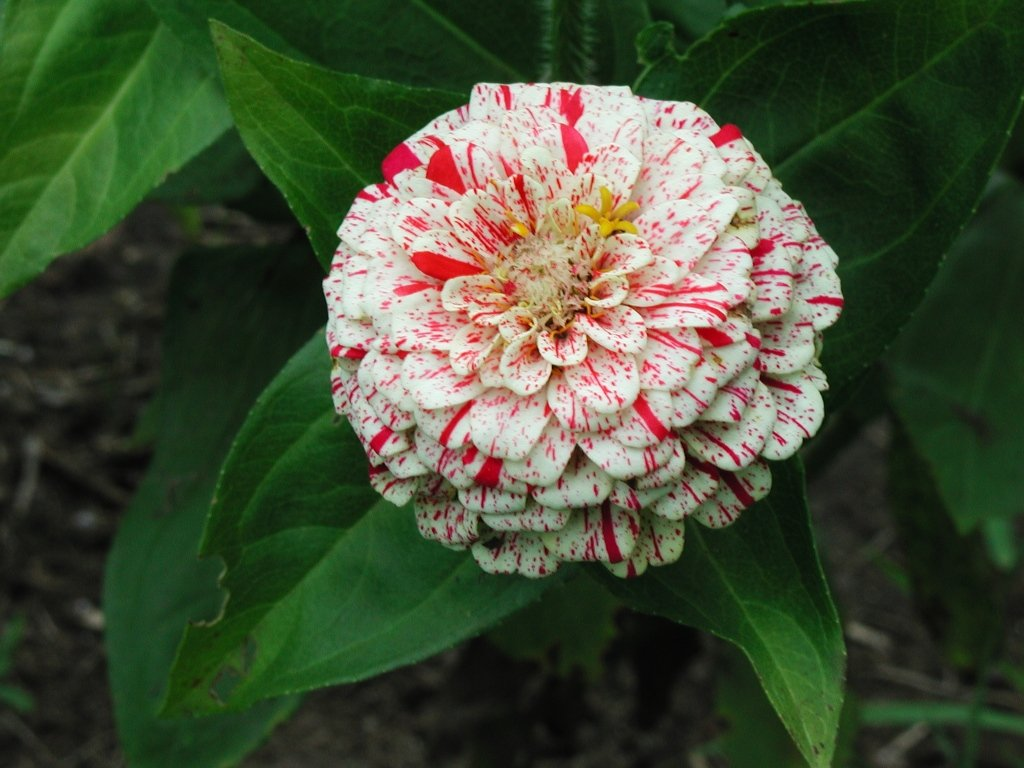
Сорт Peppermint Stick

## Цікаві факти
- 19 січня 2016 року астронавт Скот Келлі опублікував у твіттері фотографію квітки майорів, що розцвіли у космосі на Міжнародній космічній станції.[5]